# Hercules (Elton John)
Hercules è un brano scritto ed interpretato da Elton John; il testo è di Bernie Taupin.
Proviene dall'album del 1972 Honky Château, del quale è l'ultima traccia. Si presenta come un pezzo molto ritmato, spiccano nella parte finale risuonanti cori che ricordano tanto i passaggi doo - wop degli anni '50 quanto le armonie dei Beach Boys dei tardi anni '60. Il testo di Taupin parla di un ragazzo muscoloso e strafottente, oggetto della cotta di una ragazza. Tuttavia, potrebbe anche parlare di un gatto dai comportamenti umani o di un rinoceronte.
Curiosamente, proprio in quel periodo Reginald Dwight cambiò con atto unilaterale il proprio nome in Elton Hercules John.
Hercules è sempre stata molto eseguita live: particolarmente degne di menzione sono le esibizioni del concerto del 1984 Night & Day e del concerto tenutosi il 25 marzo 2007 al Madison Square Garden volto a celebrare i 60 anni di Elton.